# Namensrecht
Unter Namensrecht wird sowohl die Gesamtheit der Vorschriften verstanden, die regeln, welchen Namen eine Person zu führen berechtigt ist, und welche die Voraussetzungen einer bürgerlichen oder öffentlich-rechtlichen Namensänderung festlegen (Recht auf einen Namen) als auch das Recht einer (natürlichen oder juristischen) Person, den eigenen Namen zu führen und andere vom unbefugten Gebrauch dieses Namens auszuschließen (Recht aus einem Namen). Das Recht aus einem Namen ist ein absolutes Recht und bei natürlichen Personen ein Persönlichkeitsrecht.

## Deutschland
Das deutsche Namensrecht wird besonders durch das Bürgerliche Gesetzbuch geregelt. Es wird seit dem 1. Mai 2025 im Grundsatz das Recht desjenigen Staates angewandt, in dem Personen ihren gewöhnlichen Aufenthalt haben (Art. 10 Abs. 1 EGBGB). Nach dem Namensänderungsgesetz ist die Änderung des Namens nur aus wichtigem Grund möglich.

### Familienname
Ein neugeborenes Kind erhält als Nachnamen den Ehenamen der Eltern. Falls die Eltern keinen gemeinsamen Namen haben, aber ein gemeinsames Sorgerecht haben, können sie den Namen des Vaters oder der Mutter wählen oder das Kind erhält einen Doppelnamen.

### Adel
Im Deutschen Reich wurden 1919 mit Art. 109 Abs. 3 der Weimarer Verfassung die Vorrechte des Adels abgeschafft. Ehemalige Titel gelten seitdem als Namensbestandteil und können nicht mehr verliehen werden. Hierbei wird bei Frauen die weibliche Form des Titels verwendet, der Nachname existiert also ausnahmsweise in zwei oder drei unterschiedlichen Versionen.

## Österreich
In Österreich gibt es für Staatsbürger und für in Österreich lebende Staatenlose sowie für Flüchtlinge, die in Österreich Aufnahme gefunden haben, ein Recht auf Änderung des Vor- oder Familiennamens, sofern ein wichtiger Grund vorliegt. Die Gründe müssen schriftlich dargelegt werden. Der Verwaltungsakt ist mit einer geringen Verwaltungsgebühr verbunden. Die Auswahl eines Vornamens wird großzügiger gehandhabt als im deutschen Recht. Eine Namensänderung ohne wichtigen Grund (Wunschname) ist ebenfalls möglich, aber mit höheren Kosten verbunden.

### Familienrecht

#### Familienname von Kindern
Nach § 155 ABGB gilt Folgendes:

„Das Kind erhält den gemeinsamen Familiennamen der Eltern. Es kann aber auch der Doppelname eines Elternteils zum Familiennamen des Kindes bestimmt werden. Führen die Eltern keinen gemeinsamen Familiennamen, so kann zum Familiennamen des Kindes der Familienname eines Elternteils bestimmt werden. […] Es kann auch ein aus den Familiennamen beider Elternteile gebildeter Doppelname bestimmt werden. […] Mangels einer solchen Bestimmung erhält das Kind den Familiennamen der Mutter, auch wenn dieser ein Doppelname ist.“

#### Eheschließung
Nach § 93 ABGB gilt:

„Die Ehegatten führen den von ihnen bestimmten gemeinsamen Familiennamen. Mangels einer solchen Bestimmung behalten sie ihre bisherigen Familiennamen bei.“

Zum gemeinsamen Familiennamen können die Verlobten oder Ehegatten einen ihrer Namen bestimmen. Sie können auch einen aus den Familiennamen beider gebildeten Doppelnamen zum gemeinsamen Familiennamen bestimmen, wobei dieser aus nicht mehr als zwei Namen bestehen darf. Derjenige Ehegatte, dessen Familienname nicht gemeinsamer Familienname ist, kann bestimmen, dass er einen aus dem gemeinsamen Familiennamen und seinem Familiennamen gebildeten Doppelnamen führt.
Abweichend zum deutschen Recht (§ 1355 BGB) ist eindeutig bestimmt, dass Doppelnamen durch einen Bindestrich zwischen dessen einzelnen Teilen zu verbinden sind.

„Diese Unterschiede sind formaler Natur und von hoher Symbolkraft: Zuständige Behörde ist nicht wie bei der Ehe das Standesamt, die eingetragenen Partner/innen haben keine ‚Familiennamen‘, sondern ‚Nachnamen‘; nach der Partnerschaftsschließung ändert sich bei den beiden Personen der Personenstand ‚ledig‘ nicht auf ‚verheiratet‘, sondern auf den Personenstand ‚in eingetragener Partnerschaft lebend‘, eine EP wird nicht ‚geschieden‘ sondern ‚aufgelöst‘ usw.“

#### Ehescheidung
Für Ehen, die bis 31. März 2013 geschlossen wurden, gilt § 93a ABGB a. F.: Eine Person, deren Ehe aufgelöst ist, kann erklären, einen früheren Familiennamen wieder anzunehmen. Ein Familienname, der von einem früheren Ehegatten aus einer geschiedenen oder aufgehobenen Ehe abgeleitet wird, darf nur wieder angenommen werden, wenn aus dieser früheren Ehe Nachkommenschaft vorhanden ist.
Für Ehen, die nach dem 31. März 2013 geschlossen wurden, bestimmt § 93a ABGB neu: „Wird die Ehe aufgelöst, so können die Ehegatten jeden früher rechtmäßig geführten Familiennamen wieder annehmen.“

### Adel
Seit dem Adelsaufhebungsgesetz vom 3. April 1919 ist das Führen von Ehrenworten („von“, „zu“, „von und zu“) und Adelsprädikaten (Edler, Ritter, Baron) untersagt. Diese Bezeichnungen im Namen wurden ersatzlos gestrichen. Aus „Robert Edler von Musil“ wurde so „Robert Musil“.

## Schweiz

### Familienname von Kindern
Art. 270 des Schweizer Zivilgesetzbuches (ZGB) enthält folgende Regelung: „Sind die Eltern miteinander verheiratet und tragen sie verschiedene Namen, so erhält das Kind denjenigen ihrer Ledignamen, den sie bei der Eheschliessung zum Namen ihrer gemeinsamen Kinder bestimmt haben. Die Eltern können innerhalb eines Jahres seit der Geburt des ersten Kindes gemeinsam verlangen, dass das Kind den Ledignamen des andern Elternteils trägt. Tragen die Eltern einen gemeinsamen Familiennamen, so erhält das Kind diesen Namen.“
Bei einer Adoption kann das Kind einen neuen Vornamen erhalten. (Art. 267 ZGB)

### Eheschließung
Art. 160 des ZGB bestimmt: „Jeder Ehegatte behält seinen Namen. Die Brautleute können aber erklären, dass sie den Ledignamen der Braut oder des Bräutigams als gemeinsamen Familiennamen tragen wollen. Behalten die Brautleute ihren Namen, so bestimmen sie, welchen ihrer Ledignamen ihre Kinder tragen sollen.“
Diese am 1. Januar 2013 in Kraft getretene Vorschrift ersetzte die frühere Vorschrift, wonach die Verheirateten denselben Familiennamen annehmen mussten, und zwar den des Ehemannes, wenn sie nicht in einem Gesuch „achtenswerte Gründe“ für die Wahl des Namens der Frau geltend machten. Der Frau, nicht aber dem Mann, war es erlaubt, den früheren Namen dem neuen Familiennamen voranzustellen. Mit Urteil vom 22. Februar 1994 befand der Europäische Gerichtshof für Menschenrechte diese Vorschrift für EMRK-widrig. Dies löste eine langwierige Diskussion über die Reform des Schweizer Namensrechts aus, an deren Ende die 2013 in Kraft getretene Vorschrift stand. Auch nach der Reform entschieden sich rund 80 Prozent der Ehepaare für die Wahl des Namens des Mannes als gemeinsamer Familienname.

### Ehescheidung
Art. 119 des ZGB trifft folgende Regelung: „Der Ehegatte, der seinen Namen bei der Eheschliessung geändert hat, behält diesen Namen nach der Scheidung; er kann aber jederzeit gegenüber der Zivilstandsbeamtin oder dem Zivilstandsbeamten erklären, dass er wieder seinen Ledignamen tragen will.“

### Namensänderung auf Antrag
Art. 30 des ZGB regelt hierzu: „Die Regierung des Wohnsitzkantons kann einer Person die Änderung des Namens bewilligen, wenn achtenswerte Gründe vorliegen.“

### Allianzname
In der Schweiz ist bei verheirateten Personen die Verwendung eines Allianznamens verbreitet, bei welchem der vor der Heirat geführte Name mit Bindestrich hinter den amtlichen Familiennamen gesetzt wird. Der Allianzname ist kein amtlicher Name, darf aber im alltäglichen Rechtsverkehr geführt werden und kann im Pass eingetragen werden.

## Polen
In Polen wird die Führung des Familiennamens durch das Familien- und Fürsorgegesetzbuch (k.r.o., Kodeks rodzinny i opiekuńczy) von 1964 geregelt.

### Eheschließung
Gemäß dem Art. 25 § 1 k.r.o. können die Verlobten bzw. Eheleute über die Namensführung in der Ehe mittels Erklärung gegenüber dem Standesamtsleiter entweder bei der Ausstellung des Ehefähigkeitszeugnisses oder unmittelbar nach dem Eintreten in die Ehe verfügen. Art. 25 § 2 k.r.o. nennt hierzu folgende Möglichkeiten der Namensführung:
- gemeinsamer Ehename, der durch Übernahme der Familiennamen eines der Verlobten entsteht
- Führung bisheriger Familiennamen durch einen oder die beiden Ehegatten
- Führung eines Namens, der aus den beiden früheren Familiennamen der Verlobten gebildet ist, durch einen oder die beiden Ehegatten

Sollte keine Erklärung über die Namensführung in der Ehe abgegeben werden, behalten gemäß Art. 25 § 3 k.r.o. die Eheleute ihre bisherige Namen.

### Ehescheidung
Nach der Scheidung der Ehe besteht gemäß Art. 59 k.r.o. für jeden der ehemaligen Ehegatten die Möglichkeit, binnen drei Monaten gegenüber dem Standesamtsleiter eine Erklärung über die Rückkehr zu dem vor der Ehe geführten Familiennamen abzugeben.

### Familienname von Kindern
Art. 88 § 1 k.r.o. bestimmt, dass die Kinder den gemeinsamen Ehenamen der Eltern führen sollen, es sei denn, die Eltern führen keinen gemeinsamen Namen. In diesem Fall dürfen sie spätestens unmittelbar nach der Eheschließung eine Erklärung über den Namen der möglichen ehelichen Kinder abgeben. Hierfür gibt es folgende Alternativen:
- Familienname der Mutter oder des Vaters
- Familienname, der aus den beiden Familiennamen der Eltern gebildet ist

Diese Bestimmung darf gemäß Art. 88 § 3 k.r.o. noch bei der Geburtsanzeige des ersten gemeinsamen ehelichen Kindes verändert werden und gilt für alle aus dieser Ehe geborene Kinder.
Sollte keine Erklärung über die Namensführung der Kinder abgegeben werden, erhalten die Kinder gemäß Art. 88 § 2 k.r.o. einen aus den beiden Familiennamen der Eltern gebildeten Namen.
Für die nichtehelichen Kinder bestimmt Art. 89 § 1 k.r.o., dass die Erklärung über den Familiennamen des Kindes gleichzeitig mit der Erklärung des Vaters über die Anerkennung des Kindes abzugeben ist. Bei unbekannter Vaterschaft wird gemäß Art. 89 § 3 k.r.o. der Name der Mutter geführt.

### Namensänderung auf Antrag
Die Namensänderung aus sonstigen Gründen wird in einem besonderen Namensänderungsgesetz (Ustawa o zmianie imienia i nazwiska) von 2008 geregelt. Dieses erlaubt im Art. 4 Abs. 1 den polnischen Bürgern und den Staatenlosen mit dem Daueraufenthaltsrecht in Polen die Namensänderung auf Antrag nur aus wichtigem Grund. Ein wichtiger Grund liegt insbesondere dann vor, wenn die Änderung
- wegen des bisherigen beschämenden oder nicht mit der Würde des Menschen vereinbaren Namens erfolgt, oder
- auf einen vom bürgerlichen Namen abweichenden, aber tatsächlich geführten Namen erfolgt, oder
- eine Rückkehr zum Namen ermöglicht, der widerrechtlich verändert wurde, oder
- dem Antragsteller einen Namen führen lässt, der auch mit der Rechtsordnung eines Drittstaates vereinbar ist, wenn der Antragsteller (parallel zur polnischen Staatsangehörigkeit) ein Bürger dieses Staates ist

Außerdem regelt Art. 4 Abs. 2, dass einer Person, die unter Asyl lebt, das Recht zur Namensänderung zusteht, falls dieses wegen der Gefahren für sein Leben, Gesundheit, Freiheit oder persönliche Sicherheit begründet ist.
Über den Antrag auf Änderung des Namens hat der örtlich zuständige Standesamtleiter zu entscheiden (Art. 12 Abs. 1).

### Geschlechtsspezifische Formen von Familiennamen
Zum Teil werden in Polen Familiennamen in geschlechtsspezifischen Formen geführt. Dies entspricht einer in der Geschichte der polnischen Sprache ununterbrochenen Handhabe und der Sprachmophologie. Die Führung von geschlechtsspezifischen Formen in Standesakten ist in der Verordnung des Ministers für Inneres und Verwaltung vom 26. Oktober 1998 über die Details von Prinzipien von Aufstellung von Standesamtsakten, Führungsart von Standesamtsbüchern, deren Prüfung, Aufbewahrung und Sicherung sowie Vorlagen für Standesamtsakten, deren Abschriften, Bescheinigungen und Protokolle im § 4 geregelt und beschränkt sich auf bestimmte Arten von Familiennamen:
- Grundsätzlich haben Familiennamen von Familienmitgliedern die gleiche, geschlechtsunabhängige Form (§ 4 Abs. 1 der Standesaktenverordnung). Die Eintragung von früher gebräuchlichen und bis in die 1950er Jahre pflichtlichen Suffixen -owa, -ina[10] (mit der Bedeutung „Ehefrau von …“) bzw. -ówna, -anka[10] (mit der Bedeutung „Tochter von …“) ist untersagt. Gegen diese Endungen, die eine Frau als einem Mann zugehörig ausgewiesen und gleichzeitig den Familienstand offengelegt haben bestand bereits im 19. Jahrhundert Widerstand.[8] Beispiele für gleichbleibende Namen: Jerzy Buzek, Agata Buzek (Vater und Tochter); Agata Kornhauser-Duda, Julian Kornhauser, Andrzej Duda (polnische Präsidentengattin und ihr Vater sowie Ehemann).
- Die erste Ausnahme vom Grundsatz der Unveränderlichkeit besteht bei den Familiennamen, die auf Stammort, Beruf oder Vorfahren bezogene Possessivadjektive darstellen. Diese weisen in der männlichen Form Endungen -ski, -cki, -zki oder -dzki und enden in der weiblichen Form zwingend auf -ska, -cka, -zka oder -dzka (§ 4 Abs. 2). Entsprechend werden die Namen für beide Geschlechter wie Adjektive dekliniert. Beispiele: Anna Lewandowska und Robert Lewandowski (Eheleute); Jarosław Kukulski und Natalia Kukulska (Vater und Tochter).
- Eine weitere Ausnahme besteht für sonstige Familiennamen, die (polnische) Adjektive sind bzw. diesen gleichen. Grundsätzlich wird bei solchen die adjektivische Endung geschlechtsspezifisch in der männlichen Form -i oder -y bzw. in der weiblichen Form -a eingetragen. Es besteht jedoch ein Widerspruchsvorbehalt. Unmittelbar nach der Eheschließung oder bereits bei der Ausstellung des Ehefähigkeitszeugnisses darf eine Erklärung über die Führung von nichtgeschlechtsspezifischen (grammatikalisch maskulinen) Form abgegeben werden (§ 4 Abs. 3). Die Erklärung über eine solche Namensführung erstreckt sich auch auf die gemeinsamen Kinder (§ 4 Abs. 4). Wie davon Gebrauch gemacht wird, zeigen folgende Beispiele: eine Schauspielerin trägt ihren Nachnamen in der femininen Form Dymna[11], eine Schriftstellerin in der generisch-maskulinen Form Wolny.[12] Bei weiblichen Trägerinnen der generisch-maskulinen Form wird ein solcher Familienname nicht dekliniert.

## Vereinigtes Königreich und Irland
Das Vereinigte Königreich ist keine rechtliche Einheit, sondern teilt sich auf in die drei Jurisdictions England und Wales, Schottland sowie Nordirland (die Republik Irland gehört nicht zum Vereinigten Königreich); dementsprechend wird das Namensrecht (sofern man diesen Begriff überhaupt benutzen kann) unterschiedlich gehandhabt. Das englische Common Law hat, neben dem Scots Law, die weitaus großzügigsten und liberalsten Regelungen in Bezug auf Namensführung und -änderung, häufig in starkem Kontrast zum kontinentaleuropäischen Civil Law.

### England und Wales
Im Common Law, dem Gemeinen Recht Englands, unterliegt das Namensrecht dem Bürger selbst, d. h. Vor- wie Nachnamen stehen zur freien Disposition des Trägers. Eine Namensänderung ist folglich relativ einfach: Rein rechtlich ist die Benutzung eines neuen Namens ausreichend; es können sogar mehrere Namen gleichzeitig geführt werden. Die Logik dahinter liegt in der Denkweise des Common Law: Weder Gerichte noch der Gesetzgeber haben das Namensrecht bislang zu regulieren versucht. Der Fall re Parrot: Cox v Parrot [1946] Ch 183, dessen Anwendbarkeit heute umstritten ist, hat kaum praktische Bedeutung, und ein Gesetz aus der Zeit des Zweiten Weltkrieges, das es aliens, also Einwohnern ohne britische, irische oder Commonwealth-Staatsangehörigkeit verbot, den Namen zu ändern, wurde in den 1970er Jahren aufgehoben.
Eine Namensänderung ist streng genommen an keinerlei Formalität gebunden. Das führt zu der wichtigen Beweisfrage: Es reicht nicht aus, formlos gegenüber einer Behörde oder Bank zu erklären, man habe einen neuen Namen angenommen; vielmehr wird oftmals nach documentary evidence gefragt. Die meisten Behörden, Banken, Sparkassen, Arbeitgeber usw. akzeptieren eine Reihe von Dokumenten, die eine Namensänderung nach Common Law belegen. Das weitaus gebräuchlichste und häufigste ist ein „Deed of Change of Name“, zumeist Deed poll genannt. Ein Deed Poll ist ein rechtlich bindendes Dokument des Ausstellers: Die Formalität dieses Dokumentes macht es ein bindendes Versprechen (man kann es daher etwas unorthodox als unilateralen Vertrag bezeichnen). Dieser Deed Poll kann dem Passport Office, DVLA (nationale Führerscheinstelle), sonstigen Behörden, Banken, Arbeitgebern, Universitäten, Schulen und Colleges usw. vorgelegt werden und der Name wird wie gewünscht geändert; der Deed Poll ist Nachweis einer Namensänderung und wird, wenn formgerecht durchgeführt, von allen Stellen akzeptiert werden. Es bestehen grundsätzlich keinerlei Beschränkungen, welcher Name angenommen werden kann; berüchtigte Namensänderungen in den letzten Jahren enthielten Her Majesty The Queen, Willy Wonka und Captain Fantastic, obgleich das Passport Office auf seiner Internetseite erklärt, eindeutig irreführende oder anstößige Namen würden nicht akzeptiert. Das heißt nicht, dass die Namensänderung nicht gültig ist, sondern dass kein Pass auf diesen Namen im Rahmen des administrativen Ermessens ausgestellt wird. (Reisepässe werden unter der königlichen Prärogative ausgegeben.) Trotz fehlender Beschränkungen darf mit einer Namensänderung keine betrügerische Handlung begangen werden. Wer beispielsweise ein Konto eröffnet, wird im Regelfall befragt nach allen Namen, unter denen man bekannt ist oder war. Ein Deed Poll muss folgenden Wortlaut (sinngemäß) haben: “I, [former name], have dropped my former name and assumed for all purposes the name [new name]. Signed as a deed in/on, and witnessed by […]”. Es genügt den Anforderungen des Common Law, einen Deed Poll selber zu verfassen und, ein Erfordernis für die Gültigkeit des Dokuments, es in Anwesenheit eines Zeugen (der ebenfalls unterschreiben muss) zu unterschreiben; es ist nicht erforderlich, einen Solicitor (Anwalt) dafür aufzusuchen. Zeuge kann jeder sein, der mit dem Namensändernden nicht direkt verwandt ist oder im selben Haushalt wohnt. Im Internet finden sich zahlreiche Anbieter von Deed Polls, die Gebühren zwischen 5 und 50 £ verlangen; obwohl dies keineswegs erforderlich ist, werden diese Dienste weitgehend genutzt. Der Legal Deed Service Ltd teilte im Jahr 2008 mit, 90.000 Menschen hätten den Online-Dienst in diesem Jahr benutzt. Deed Polls können gerichtlich veröffentlicht werden (Enrolment in the High Court of Justice), was aber keineswegs notwendig ist und nur selten vorkommt. Einige ausländische Botschaften (z. B. Neuseeland) verlangen von ihren Bürgern, die in Großbritannien leben und ihren Namen ändern, eine Abschrift des Enrolment, damit die Änderung auch dort anerkannt werden kann. Neben Deed Polls gibt es eine Reihe weiterer Möglichkeiten, Dokumentation für eine Namensänderung vorzulegen. Statutory Declarations, die sich in etwa mit den eidesstattlichen Erklärungen im deutschen Recht vergleichen lassen, kommen heute in England nur noch selten vor, werden aber akzeptiert. Weitaus gebräuchlicher sind Heiratsurkunden (marriage certificates) oder Scheidungsurkunden (decree nisi, decree absolute). Wird eines dieser Dokumente vorgelegt, ist kein zusätzlicher Deed Poll mehr erforderlich: Es geht nur um den Nachweis einer Namensänderung, nicht um deren Ausführung, denn die geschieht nach Common Law durch Nutzung des neuen Namens. Prinzipiell reicht auch die Kopie von zwei Zeitungsannoncen aus, welche die Namensänderung bekannt geben, doch werden die meisten Behörden das nicht mehr als ausreichenden dokumentarischen Nachweis ansehen. Die Geburtsurkunde kann in England und Wales, anders als in Schottland, nur bei Geschlechtsangleichung geändert werden. Ein Reisepass muss nach einer Namensänderung nicht zwingend geändert werden, wohl aber ein Führerschein. Es gibt keine zentrale Stelle zur Meldung von Namensänderungen; auch das Geburtsregister muss nicht geändert werden.

### Ausländer und das englische Namensrecht
Einige Staaten erkennen in England ausgestellte Deed Polls an, was aber an unterschiedliche Bedingungen geknüpft sein kann, z. B. enrolment in the High Court (Neuseeland), ein Solicitor als Zeuge des Dokuments (Pakistans High Commission) oder Legalisierung (Estland). Die meisten dieser Staaten sind Mitglieder des Commonwealth of Nations und nutzen somit das Common Law (die US-amerikanische Botschaft erkennt Deeds poll nicht an, wohl aber Statutory Declarations). Die meisten EU-Staaten erkennen diese Dokumente jedoch nicht an, wie etwa die Deutsche Botschaft (ähnliche Schwierigkeiten wurden auch berichtet von spanischen, französischen, belgischen, schweizerischen und niederländischen Bürgern in England). Dies liegt daran, dass das englische Common Law dem Domizilsprinzip folgt, d. h. eine natürliche Person unterliegt dem Recht derjenigen Jurisdiktion, in der sie sich aufhält, nicht deren Staat sie angehört. Das deutsche Recht dagegen folgt dem Staatsangehörigkeitsprinzip, und nach deutschem Recht ist eine Namensänderung nur auf öffentlich-rechtlicher Ebene auf Antrag zulässig (siehe dazu oben). Aufgrund des Domizilsprinzips ist es aber ausländischen Bürgern offen, ihren Namen nach englischem Recht zu ändern; Deeds Poll von Ausländern werden, mit einer Ausnahme (Certificates of Registration, welche EU-Bürger beantragen können (aber wegen der Bewegungsfreiheit in der EU nicht müssen), werden von der Border Agency immer in dem Namen ausgestellt, der auf dem Pass steht; in diesem Fall kann Arbeitgebern das Zertifikat samt Deed Poll vorgelegt werden), von Behörden, Banken usw. akzeptiert, auch wenn diese ihren Personalausweis oder Reisepass nicht ändern können. Allerdings obliegt dem Namensändernden dann die Pflicht, den Reisepass im Vereinigten Königreich nicht ohne Vorzeigen des Deed Poll zu benutzen, was im Alltag aber vor allem wegen der nicht vorhandenen Ausweispflicht nicht zu Problemen führt. Durch Vorzeigen von Reisepass und Deed Poll können Kreditkarten oder auch ein britischer Führerschein im neuen Namen ausgestellt werden; Letzterer ist voll gültiger Identitätsnachweis.

### Schottland
Deeds Poll sind keine im schottischen Recht anerkannten Dokumente, sodass hier die Namensänderung anders als in England und Wales erfolgt, zumeist per Statutory Declaration (was aber nicht heißt, dass in England vollzogene Deeds nicht gültig wären). Zudem sind hier, im Gegensatz zu England und Wales, auch Änderungen der Geburtsurkunde möglich.

### Nordirland und Republik Irland
In Nordirland und der Republik Irland gelten ähnliche Bestimmungen wie in England und Wales. Allerdings benötigen Ausländer in der Republik Irland unter Umständen die behördliche Zustimmung zu einer Namensänderung, anders als in England oder Nordirland (Domizilsprinzip).

## Andere Staaten desCommon Law
Während die Namensänderung im Vereinigten Königreich und Irland am wenigsten Aufwand erfordert, gelten vergleichbare Regeln in anderen Ländern des Common Law. Länder mit vergleichbarem Recht sind:
- Die Vereinigten Staaten, wo das Namensrecht im Einzelnen von Staat zu Staat variiert,[14]
- Kanada, in Québec gilt allerdings das kontinentaleuropäische Recht (Civil Law und nicht Common Law und es gelten Regelungen, die denjenigen in Deutschland nahekommen) und
- Australien, wo in der Regel nicht mehr als zwei Namensänderungen pro Jahr erfolgen sollen.

## Japan

### Eheschließung
Das Verfassungsgericht stützt die Ehegesetze aus dem 19. Jahrhundert, wonach Verheiratete einen gemeinsamen Nachnamen tragen müssen.